# 福里德布尔专区
福里德布尔专区（英語：Faridpur Division）是孟加拉国计划设立的一个专区，目前为达卡专区的南部分。该地区包含福里德布尔县、戈巴尔甘尼县、马达里布尔县、拉杰巴里县以及沙里亚德布尔县。